# Luke Goss
Luke Damon Goss (ur. 29 września 1968 w Lewisham w Londynie) – brytyjski wokalista, muzyk, aktor, reżyser, scenarzysta i producent filmowy.

## Życiorys

### Młodość
Urodził się dwa miesiące przed terminem w dzielnicy Londynu – Lewisham, ze swoim bratem bliźniakiem – młodszym o 11 minut Mattem jako syn Carol Phillips i Alana Gossa. Kiedy miał pięć lat, jego rodzice rozwiedli się. Jego matka dwa lata później związała się z Tonym Philipsem, ojcem dwójki dzieci – Carolyn i Adama.

### Kariera muzyczna
Matt zajął się karierą muzyczną – śpiewał i pisał teksty piosenek. W latach 1986–92 wraz ze swoim bratem i Craigem Loganem tworzył brytyjski boys band dance-pop Bros. Grupa nagrała trzy albumy i jeden wideo album oraz wylansowała wówczas takie przeboje jak „When Will I Be Famous?” (1987), „Drop The Boy” (1988), „I Owe You Nothing” (1988), „I Quit” (1988), „Cat Among the Pigeons/Silent Night” (1988), „Too Much” (1989), „Chocolate Box” (1989), „Sister” (1989), „Madly in Love” (1990), „Are You Mine” (1991) czy „Try” (1991).
Po rozpadzie Bros na początku lat 90. Luke Goss założył zespół 'Luke Goss And The Band Of Thieves'.
W 1993 roku napisał swoją biografię „I Owe You Nothing” (Niczego Ci nie zawdzięczam). Pozycja ta była obecna przez kilka tygodni na liście 10 najlepiej sprzedających się bestsellerów.
W 1996 roku zagrał rolę Jeffa w spektaklu muzycznym Eda Wooda Plan 9 z kosmosu (Plan 9 From Outer Space). W 1998 roku wystąpił jak Daniel „Danny” Zuko w musicalu Grease.

## Życie prywatne
W 1994 roku poślubił piosenkarkę Shirley Lewis (ur. 1960), z którą wychowywał jej córkę Carli Wheatley (ur. 1983).

## Nagrody i nominacje
| Rok  | Nagroda                                                       | Kategoria                                      | Rola          | Film                                                                              | Rezultat  |
| ---- | ------------------------------------------------------------- | ---------------------------------------------- | ------------- | --------------------------------------------------------------------------------- | --------- |
| 2002 | Saturn (Academy of Science Fiction, Fantasy and Horror Films) | Twarz przyszłości gatunku filmowego            | Jared Nomak   | Blade: Wieczny łowca II (Blade II, 2002), reż. Guillermo del Toro                 | Nominacja |
| 2007 | Camie                                                         | Character and Morality in Entertainment Awards | król Kserkses | Jedna noc z królem (One Night with the King, 2006), reż. Michael O. Sajbel        | Wygrana   |
| 2009 | MTV Movie Awards 2009                                         | Najlepszy czarny charakter                     | Książę Nuada  | Hellboy: Złota armia (Hellboy II: The Golden Army, 2008), reż. Guillermo del Toro | Nominacja |
| 2009 | MTV Movie Awards 2009                                         | Najlepsza walka z Ronem Perlmanem              | Książę Nuada  | Hellboy: Złota armia (Hellboy II: The Golden Army, 2008), reż. Guillermo del Toro | Nominacja |
| 2009 | Motion Picture Club                                           | Gwiazda Jutra                                  | Książę Nuada  | Hellboy: Złota armia (Hellboy II: The Golden Army, 2008), reż. Guillermo del Toro | Wygrana   |
| 2009 | Ultimate Badass Award                                         | PollyGrind Film Festival                       | Książę Nuada  | Hellboy: Złota armia (Hellboy II: The Golden Army, 2008), reż. Guillermo del Toro | Wygrana   |

## Filmografia
| Rok  | Film                                                             | Rola                             |
| ---- | ---------------------------------------------------------------- | -------------------------------- |
| 2000 | The Stretch                                                      | Warwick Locke                    |
| 2000 | Two Days, Nine Lives                                             | Saul                             |
| 2001 | Love Life                                                        | Christian                        |
| 2002 | Blade: Wieczny łowca II (Blade II)                               | Jared Nomak                      |
| 2002 | ZygZak (Zig Zag)                                                 | Cadillac Tom                     |
| 2002 | Nine-Tenths                                                      | Jon Laker                        |
| 2004 | Frankenstein (miniserial TV)                                     | Frankenstein                     |
| 2004 | Charlie                                                          | Charlie Richardson               |
| 2004 | Silver Hawk                                                      | Alexander Wolfe                  |
| 2005 | Ja, twardziel (The Man)                                          | Joey Kane                        |
| 2005 | Śmiałe wyznania (Private Moments)                                | Lucien                           |
| 2005 | Cold & Dark                                                      | John Dark                        |
| 2006 | Jedna noc z królem (One Night with the King)                     | król Kserkses                    |
| 2006 | Something in the Clearing                                        | Randy                            |
| 2006 | Najemnik (Mercenary for Justice)                                 | John Dresham                     |
| 2006 | 13 Graves                                                        | Anton                            |
| 2007 | Mściciel (Bone Dry)                                              | Eddie                            |
| 2007 | Shanghai Baby                                                    | Mark                             |
| 2007 | Unearthed                                                        | Kane                             |
| 2008 | Hellboy: Złota armia (Hellboy II: The Golden Army)               | Książę Nuada                     |
| 2008 | Deep Winter                                                      | Stephen Weaks                    |
| 2009 | Fringe: Na granicy światów (Fringe, serial TV)                   | Lloyd Parr/Shapeshifter          |
| 2009 | Zagłada planety Ziemia (Annihilation Earth, TV)                  | David Wyndham                    |
| 2010 | Konwent czarownic (Witchville, TV)                               | Król Malachy                     |
| 2010 | Tekken                                                           | Steve Fox                        |
| 2010 | The Dead Undead                                                  | Jack                             |
| 2010 | El Dorado: świątynia słońca (El Dorado)                          | pułkownik Sam Grissom            |
| 2010 | Death Race 2 (wideo)                                             | Carl „Luke” Lucas / Frankenstein |
| 2011 | Minus siedem (Seven Below)                                       | Issac                            |
| 2011 | Nie takie łatwe pieniądze (Pressed)                              | Brian Parker                     |
| 2011 | Blood Out                                                        | Michael Savion (także producent) |
| 2011 | Inside                                                           | Miles Barrett                    |
| 2012 | Wywiad z zabójcą (Interview with a Hitman)                       | Viktor                           |
| 2013 | Wyścig śmierci 3: Piekło na ziemi (Death Race 3: Inferno, wideo) | Carl „Luke” Lucas/Frankenstein   |
| 2013 | Szkarłatna wdowa (Red Widow, serial TV)                          | Luther                           |
| 2011 | Dead Drop (wideo)                                                | Michael Shaughnessy              |
| 2011 | Lost Time                                                        | Carter (także producent)         |
| 2011 | Your Move                                                        | reżyser, scenarzysta, producent  |
| 2015 | Oddział wyrzutków (War Pigs)                                     | kapitan Jack Wosick              |
| 2015 | AWOL72                                                           | Conrad Miller                    |
| 2015 | Operator                                                         | Jeremy MilleMiller               |
| 2016 | Śmiertelne zlecenie (Crossing Point)                             | Decker                           |
| 2016 | Mind Blown (TV)                                                  | generał White                    |
| 2017 | Mississippi we krwi (Mississippi Murder)                         | Mavredes                         |
| 2017 | Zabić Salazara (Cartels)                                         | agent DEA major Tom Jensen       |
| 2017 | Your Move                                                        | David                            |
| 2018 | Traffik                                                          | Red                              |
| 2019 | Prawo do zemsty (Hollow Point)                                   | Hank Carmac                      |
| 2020 | Przekleństwo krwi (Legacy)                                       | agent Gray                       |
| 2020 | Brudna kasa (Paydirt)                                            | Damien Brooks                    |